# 利普尼茨湖

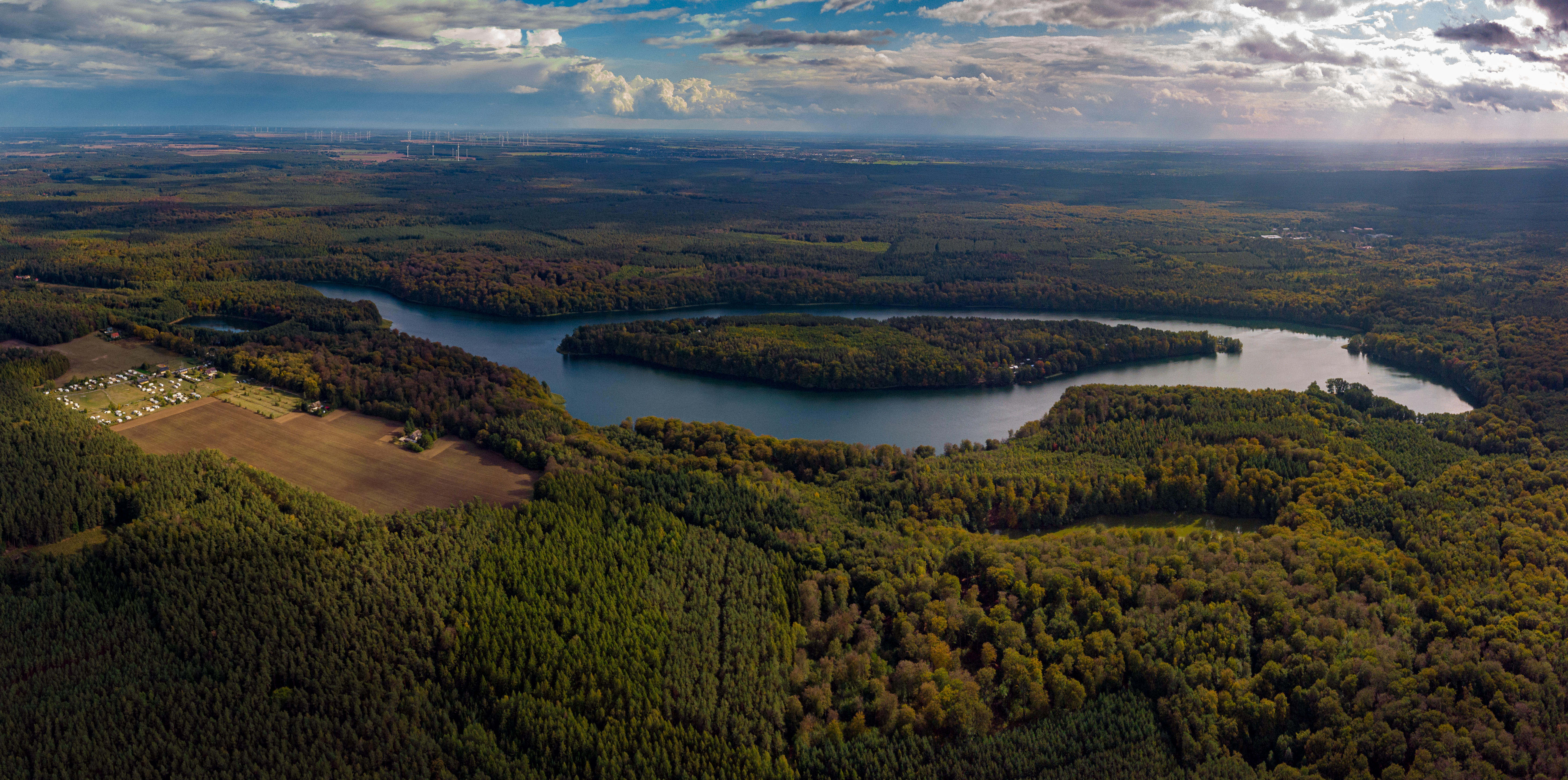

利普尼茨湖（德語：Liepnitzsee），是德國的湖泊，位於該國西南部，由勃蘭登堡州負責管轄，處於萬德利茨，長2.6公里、寬0.9公里，面積1.2平方公里，海拔高度49.7米，最大水深22米，湖岸線長度8公里。